# Матвеевское (Московская область)
Матвеевское — деревня в городском округе Подольск Московской области России. Входит в состав сельского поселения Лаговское (до середины 2000-х — Лаговский сельский округ).

## Описание
Деревня Матвеевское расположена примерно в 13 км к югу от центра города Подольска рядом с развязкой Симферопольского шоссе и Московского малого кольца. Ближайший населённый пункт — посёлок радиоцентра «Романцево». Рядом с деревней протекает река Рогожка.
Согласно Всероссийской переписи, в 2002 году в деревне проживало 204 человека (103 мужчины и 101 женщин). По данным на 2005 год в деревне проживало 185 человек.
В деревне установлен памятник погибшим в Великой Отечественной войне.
В деревне останавливается автобус № 54 (Молодёжный – ст. Львовская – Матвеевское).

## История
Деревня Матвеевское получила своё название от одного из владельцев. 
Упоминается в писцовых книгах 1627—1628 годов:
Старинная родовая вотчина, половина села за Петром Ивановым сыном Мансуровым, а другая половина села – за вдовою Марьею, Парфеньевскою женою, с детьми с Тимофеем и Василием Мансуровым, что прежде сего бывала вотчина Ульи Овчининой жены и Якова Давыдовича сына Мансуровых, а в селе место церковное, что было церковь Благовещения Пресвятыя Богородицы, да в селе 12 дворов крестьянских.
После смерти Петра Ивановича Мансурова его часть села сперва перешла к его сестре — Прасковье Ивановне, а 1646 году к её сыну — думному дворянину и дипломату Григорию Борисовичу Нащокину. 
огласно писцовым книгам 1653 год: «у той церкви двор попов, 4 двора помещиков, 35 дворов крестьянских, 14 дворов бобыльских, пашни церковной». Затем село перешло к дочери Нащокина — Аграфене Григорьевне, жена дипломата князя Г. В. Тюфякина. По данным досмотра церквей и церковных земель «в селе Матвеевском церковное строение новое деревянное Ивана Федоровича Бутурлина, а по сказке Благовещенской церкви попа Семена Никитина: церковной земли и сенных покосов и руги нет». 
В 1704 году в селе было 22 крестьянских двора. Другая часть села находилась во владении Мансуровых.
В середине XIX века в селе Матвеевское проживало 253 человека (124 мужчины и 129 женщин).
В 1989 году территория соседней расформированной воинской части была присоединена к деревне Матвеевское.

## Церковь Благовещения Пресвятой Богородицы в Матвеевском
Благовещенская церковь была освящена в 1628 году.
Каменное здание было построено в 1908 году, архитектор — Павлов Николай Павлович.
В советское время церковь была снесена.
Сейчас в деревне Матвеевское расположена небольшая Благовещенская церковь, построенная в 2000-х годах на месте старой.
Священники:
- Даниил Адрианов (ок. 1757—1829) — в 1783 году
- Герасим Матвеев (? — 1791) до 1791 года[7]
- Федор Петров Розанов (ок. 1780/1784 — 1846) — в 1804—1806[8]
- Дмитрий Алексеев
- Василий Симеонов Гастев — в 1808, 1811[9]
- Алексей Иванов — в 1820-е
- священномученик протоиерей Василий Васильевич Архангельский (1864—1937) — в 1885—1891[10]
- Остроумов Алексей Сергеевич[11] — не ранее 1923[12]
- священномученик Михаил Федорович Рыбин (1877—1937) — после революции[13]

## Улицы
В деревне Матвеевское расположены следующие улицы и территории:
- Задорожная улица
- Оборонная улица
- Полевая улица
- Территория СНТ Калинка-1
- Территория СНТ Матвеевское
- Территория СНТ Приозерье
- Территория СНТ Романцево
- Территория СПК Березки
- Территория СПК Матвеевское
- Территория СПК Трасса
- Территория СТ Трасса
- Территория СТ свх Подольский
- Территория СТН Приозерье
- Улица Строителей